# Blockchain Capital
Blockchain Capital (abans Crypto Currency Partners) és una empresa de capital risc fundada el 2013 pels germans Paul Bart Stephens i William Bradford Stephens.

## Història
El 2013, Blockchain Capital es va convertir en un dels primers fons de capital risc dedicats a projectes de bitcoin i cripto.
La companyia va invertir en diversos líders de categories notables, com ara Opensea, Kraken, Ethereum i Coinbase.
L'octubre de 2024, Blockchain Capital va liderar una ronda d'inversió de la Sèrie A de 15 milions de dòlars a Bluesky Social, PBC, empresa de xarxes socials, que opera una plataforma social de microblogging descentralitzada del mateix nom.